# Lochboisdale
Lochboisdale är en by på ön South Uist, i Yttre Hebriderna, Skottland. Byn är belägen 4 km 
från Daliburgh. Orten har 300 invånare.